# Hekatompedon
A hekatompedon jelentése 100 láb hosszú (görögül ἑκατόμπεδος, ἑκατόν: száz és πούς: láb). Így nevezték azokat az ókori görög templomokat, amelyek 100 láb hosszúak voltak. Ez a megjelölés gyakran csak a cellára, a templom fő belső terére vonatkozott, mert a templom jóval nagyobb méretű is lehetett. Hekatompedonnak hívták az athéni Akropoliszon a régi Pallasz Athéné templomát, a thermoni a B és C templomokat Aitóliában valamint a számoszi Héra-szentélyt is.
A hekatompedon néha más jelentéssel is bírhat. Az Akropoliszon talált felirat 100 láb hosszú körzetre utalt, Plutarkhosz Siracusában 100 láb hosszú utcáról írt (Vitae parallelae: Dion 45.5).